# Mash-up
Een mash-up is het op muzikaal verantwoorde wijze door elkaar draaien van twee of meer muzieknummers. Vaak worden hiervoor hits gebruikt. Het fenomeen kreeg hernieuwde aandacht door onder andere het programma Mish Mash op Studio Brussel en MTV's Ultimate Mash-ups.
Numb/Encore is een mash-up gemaakt door MTV en werd door de makers van Numb/Encore, Linkin Park en Jay-Z, gekozen als single voor hun mash-up-album Collision Course. Bij het muzikale evenement The Passion 2015 was er voor het eerst een mash-up van twee verschillende nummers, te weten Donker hart van BLØF en Laat mij in die waan van Guus Meeuwis.
Bekende Belgische mash-up-dj's zijn 2manydjs met hun album As Heard on Radio Soulwax Pt. 2. Deze grondleggers kregen ook een nieuwe generatie achter zich, zoals The Dirty Jos Soundsystem. Een ander Antwerps duo is Laston en Geo, die mash-ups verzorgden voor Studio Brussel en de muziekzender JIM.
Naast bekende dj's zijn er grote groepen niet-professionele dj's die mash-ups maken. Deze worden veelal gepubliceerd op eigen websites of speciaal daarvoor bestemde websites.